# Effet Primakoff

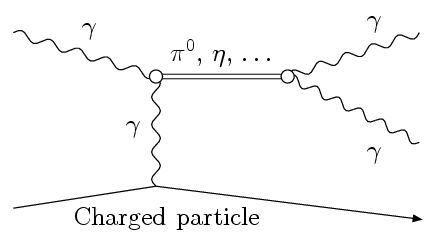
Diagramme de Feynman de l'effet Primakoff

L’effet Primakoff, nommé d'après Henry Primakoff, est la production résonante de mésons pseudoscalaire neutre par des photons fortement énergiques interagissant avec le noyau atomique. Il peut être considéré comme le processus inversé de la décomposition du méson en deux photons.
L'effet Primakoff a été utilisé comme mesure de la distribution relativiste de Breit-Wigner mésons neutres.
L'effet Primakoff pourrait avoir lieu dans les étoiles et être un moyen de production de particules hypothétiques, telles que l'axion.
L'effet Primakoff pourrait être à l'origine des propriétés optiques du vide quantique en présence d'un fort champ magnétique.